# لاهرن
لاهرن (به هلندی: Laren) یک منطقهٔ مسکونی در هلند است که در لوخم واقع شده‌است. لاهرن ۳٬۹۲۸ نفر جمعیت دارد.